# Глубокая Щель
Глубо́кая Ще́ль — маленький микрорайон в Лазаревском районе муниципального образования «город-курорт Сочи» в Краснодарском крае. 

## География
Микрорайон находится в центральной части Лазаревского района, в устье реки Глубокой. Расположен в 25 км к юго-востоку от районного центра — Лазаревское, в 47 км к северо-западу от Центрального Сочи и в 255 км к югу от города Краснодар (по дороге). 
Граничит с землями населённых пунктов: Зубова Щель на северо-западе и Головинка на юго-западе. На западе микрорайон омывается водами Чёрного моря, на востоке возвышаются лесистые горы. 
Микрорайон расположен в узкой долине у черноморского побережья. Рельеф местности в основном холмистая. Долина реки сильно изрезана и сужаясь уходит в горы. Практически всё население микрорайона проживает в понижениях вдоль речной долины. Средние высоты на территории населённого пункта составляют около 30 метров над уровнем моря. Абсолютные превышают 300 метров над уровнем моря. 
Гидрографическая сеть представлена в основном рекой Глубокой. Имеются источники родниковых вод. В окрестностях микрорайона растут густые заросли субтропического леса. 
Климат влажный субтропический. Среднегодовая температура воздуха составляет около +13,5°С, со средними температурами июля около +24,0°С, и средними температурами января около +6,0°С. Среднегодовое количество осадков составляет около 1450 мм. Основная часть осадков выпадает зимой.

## История
Первое упоминание о селе Глубокая Щель (Глубокая усадьба) встречается в 1917 году. Перепись населения Черноморского округа в 1926 году зафиксировала в селе 4 домашних хозяйства, три семьи украинцев (7 человек) и одну литовцев (3 человека). 
В 1923 году село числился в составе Лазаревской волости Туапсинского района Кубано-Черноморской области. 
В 1935 году село было передано в состав Шапсугского национального района. В 1945 году после преобразования Шапсугского района, Глубокая Щель была передана в состав образованного на его территории Лазаревского района. 
10 февраля 1961 года село Глубокая Щель было включено в состав города-курорта Сочи, с присвоением населённому пункту статуса внутригородского микрорайона.
Население составляет около 50 человек (15 домов), в основном русские. Заняты размещением отдыхающих (в летний период), садоводством и обслуживанием участка железной дороги.

## Улицы
В микрорайоне всего две улицы — Магистральная (по которой проходит федеральная автотрассы А-147) и Глубокая (тянущаяся вдоль долины реки Глубокая). 